# 安妮卡·霍克
安妮卡·霍克（德語：Annika Hocke，2000年7月16日—），德国女子花样滑冰运动员，2022年芬兰杯双人滑金牌得主、2022年法国大奖赛双人滑铜牌得主、2023年欧洲花样滑冰锦标赛双人滑铜牌得主。